# Sigma 6
Sigma 6 byla skupina hrající rhythm and blues založená v roce 1963 Rogerem Watersem a Keithem Noblem při studiích architektury v Londýně. V roce 1964 někteří členové Sigmy 6 (která do té doby vystřídala několik názvů), Roger Waters, Nick Mason a Rick Wright, vytvořili skupinu Pink Floyd, která se později proslavila díky svému psychedelickému a progresivnímu rocku.
Počáteční složení Sigmy 6 bylo následující:
- Keith Noble – zpěv
- Roger Waters – sólová kytara, vokály
- Clive Metcalfe – baskytara, kytara
- Rick Wright – klávesy, doprovodná kytara, vokály
- Nick Mason – bicí, perkuse
- Sheila Nobleová – vokály

Příležitostně se Sigmou 6 vystupovala i Juliette Galeová (zpěv), pozdější Wrightova manželka; ještě v létě 1963 ale kapelu zcela opustila, neboť šla studovat na jinou školu. Krátkou dobu ve skupině působil kytarista Vernon Thompson. Sigma 6 v té době hrála různé rhythm and bluesové písně, zkoušela i tvorbu napsanou Metcalfovým kamarádem Kenem Chapmanem, jenž se stal neoficiálním manažerem kapely. Zároveň skupina střídala různá další jména, vystupovali pod názvy The Abdabs, The Screaming Abdabs či Spectrum Five. Byla to typická studentská kapela, nepříliš aktivní, vystupovali spíše na oslavách narozenin a při jiných různých podobných příležitostech. Po letní prázdninové pauze v roce 1963 odešli od kapely Noble a Metcalfe, kteří začali hrát jako duo, a Nobleova sestra Sheila.
Ve skupině tak zůstali pouze Waters, Wright a Mason, kteří začali zkoušet v domě Mika Leonarda, asi 35letého hudebníka, Watersova a Masonova domácího, který hrál na klávesy. V této podobě vydržela kapela asi rok, v září 1964 se k ní přidal kytarista Bob Klose, který přišel z Cambridge do Londýna studovat architekturu. Waters přešel k baskytaře, Wright se plně začal věnovat klávesám, Mason stále bubnoval a Leonard přestal s kapelou hrát. Jako zpěvák se v The Abdabs či The Tea Set (začali střídavě používat oba názvy) objevil Kloseho kamarád z Cambridge Chris Dennis (o něco starší než zbytek kapely). K The Tea Set se ještě během druhé poloviny roku 1964 přidal i kytarista a zpěvák Syd Barrett, Kloseho spolužák z Cambridge, který s ním přišel do Londýna studovat. Dennis ze skupiny brzy nato odešel. The Tea Set tedy začali vystupovat v tomto složení:
- Syd Barrett – kytara, zpěv
- Bob Klose – kytara
- Roger Waters – baskytara, vokály
- Rick Wright – klávesy, vokály
- Nick Mason – bicí

Kvůli kolizi jména The Tea Set s jinou skupinou začali koncem roku 1964 na Barrettův návrh postupně používat název The Pink Floyd Sound, který byl později zkrácen na Pink Floyd.
Z přelomu let 1964 a 1965 pochází nejstarší nahrávky skupiny, které byly v roce 2015 vydány na EP pod názvem 1965: Their First Recordings